# Choconazo

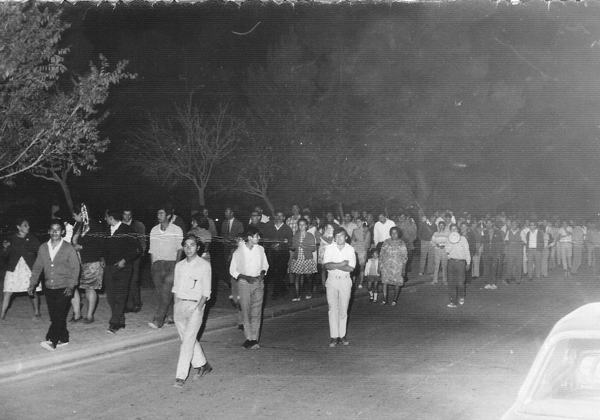
Rebelión de El Chocón

El Choconazo fue una protesta social masiva que ocurrió entre la segunda quincena de diciembre de 1969 y los últimos días de marzo de 1970. Los obreros que estaban construyendo la represa de El Chocón-Cerros Colorados sobre el río Limay, en la provincia del Neuquén, Patagonia argentina, iniciaron dos huelgas y contaron con el apoyo general de la población. Formó parte de las puebladas que sucedieron durante el gobierno de facto de Juan Carlos Onganía y que se conocen como Revolución Argentina: rosariazo, cordobazo, mendozazo, etc.

## Historia de la hidroeléctrica El Chocón
A fines de la década de 1960, la provincia de Neuquén podría considerarse pobre y era poco conocida en el país. Iniciada en 1968, la construcción de la represa hidroeléctrica de El Chocón le dio a la provincia notoriedad nacional, a tal punto que era denominada como "la Obra del Siglo". Esto se debía a la magnitud de la obra, que requirió la movilización de recursos humanos, tecnológicos y financieros importantísimos y tendría como resultado tres grandes avances: la generación de energía para abastecer al país, la irrigación de zonas desérticas cercanas y el control de las crecidas del río Limay.
Las condiciones de vida y de trabajo de los obreros y estilos de conducción gremial antagónicos generaron un grado de violencia inusual que se extendió más allá del ámbito de trabajo y afectó la vida política neuquina de esos años.

Debido a que la huelga impedía el avance de tan importante obra, las repercusiones se hicieron eco a nivel nacional.
A fines de 1967 se comienzan los primeros movimientos de tierra en la obra, conjuntamente el asentamiento de los primeros obreros, en la Villa Temporaria. El 9 de enero de 1968 se coloca la piedra fundamental de inicio de la obra.Para realizar la obra se logró una financiación por el Banco Mundial se trataba de 62.000 millones m/n. Crédito del Banco Mundial de 82 millones de dólares y 11 créditos paralelos a distintos países con posibilidad de adjudicaciones por compra de bienes y servicios a empresas radicadas en los países otorgantes de créditos que oscilan entre 75 y 100 millones de dólares. El préstamo se efectivizó el 17 de diciembre de 1968 en Washington la recibió el presidente de Hidronor S. A. y el Secretario de la Nación y Robert Mc Námara por el Banco Mundial. Los 11 países que tuvieron participación fueron: Alemania Occidental, Bélgica, Canadá, España, Estados Unidos, Francia, Gran Bretaña, Italia, Japón, Suecia y Suiza.
Hidronor contrato a la empresa Consultora Italconsult Sofrelec y Harza para realizar la supervisión de obra más Sir Alexander Gibb y Mertz & Mc Lellan Impregillo Sollazo (Italo Argentino) por 32 millones de dólares en 1968 comenzó la obra.las empresas constructoras Italianas "Impresit", "Girola" y "Lodigiani" ; Las empresas constructoras Italianas "Impresit", "Girola" y "Lodigiani" se constituyeron en un conglomerado bajo los nombres "Impregilo" que posteriormente paso a llamarse "Venti anni di lavoro nel mondo" para fusionarse a la "Sollazo Hnos" empresa Argentina, iniciando la construcción de la represa de El Chocón. Otras de las empresas que participaron del emprendimiento considerado "La obra del siglo" fueron Cartellone, Mario Wainstein y Analvi.1 Cartellone de Impregillo Sollazzo construyó la villa permanente desde 1968 las primeras 10 casitas son de la fila “B” y “C” se termina en 1971. En 1970 comienza a funcionar la Escuela “Conquista del Desierto n° 26”. La Villa cuenta con 184 viviendas y un centro comercial completo. ANaLVi construyó la Villa Temporaria que entre 1969 – 1970 mejoró en comodidades, contaba con 500 viviendas, 25 pabellones, centro comercial, cine, cancha de fútbol, básquet, etc. Waistein y subcontratistas para el resto de la obra.
Se dinamita la barda de la Provincia de Río Negro donde se construyó el vertedero y en él enclaustre del muro con el vertedero a su vez se dinamitan los 6 túneles de paso de agua desde el edificio de toma hasta la central dentro de la barda de la Provincia del Neuquén. Sobre la misma se construye el muro, para poder construir esta obra nunca se cortó el curso del río, si se desviaba de un lado a otro construyendo a su vez caminos de paso de una provincia a otra. Todavía hoy se conservan los pilares del puente viejo en el lecho del río Limay aguas debajo de la obra, sobre ese puente pasaban los camiones Terex con una capacidad de 45 TN llevando material de un componente de la obra a otra. El muro de contención está construido con material suelto granulado (piedra, tierra, arena) todo de la zona, y en el centro tiene el núcleo impermeable de arcilla compactada, material traído del salitral Tiene 400 metros de ancho en la base, 86 metros de altura, 10 metros de ancho en el coronamiento 2500 metros (2.5 km.) de longitud. Todas estas obras se realizaron gracias a los estudios y proyectos de Ingeniería Hidráulica Argentina más profesionales extranjeros. 2
La empresa Hidronor S. A. era nacional se pusieron a disposición una serié de medidas conformando órganos de control que funcionan hasta la actualidad: como la obra intervenía cauces de agua para el control de los ríos la provincia en 1985 formó el A.I.C. (Autoridad Inter jurisdiccional de Cuenca), para la inspección de las obras se forma el ORSEP (Organización de Seguridad de Presa), en cuanto a supervisión de la energía en la provincia existía él E.N.R.E. (Ente Regulador de la Energía) y a nivel nacional el control lo realizó el MEM (Mercado Mayorista Eléctrico), la coordinación de estas acciones fue responsabilidad de CAMMESA (Compañía Administradora del Mercado Mayorista Eléctrico S.A.), quien autoriza a las generadoras a inyectar en el sistema su producto, acción que se denomina “DESPACHO”. En 1993 Hidronor fue privatizada se la dividió en 5 unidades para poder venderla: Piedra del Águila (1400 MW), Chocón (1320 MW), Alicura (1000 MW), Cerros Colorados (450 MW) y Pichi Picún Leufú (250 MW). sus tres líneas de extra-alta tensión fueron transferidas a Transener.3 

### Conflicto obrero
Llegaron obreros de todas partes de Argentina y de países limítrofes quienes construyeron la Villa temporaria que fue utilizada como vivienda de un selecto grupo de capataces y obreros especializados junto a sus familias, mientras el resto de los trabajadores considerados menos calificados o "golondrinas" provenientes del norte del país, o de países limítrofes (Chile, Bolivia, Paraguay) padecía condiciones de vida infrahumanas sumado a las pésimas condiciones laborales, se trabajaba 12 horas por día teniendo el día domingo libre. 4 La máxima cantidad de obreros fue de 3.000, trabajaban de 8 a 20 y de 20 a 8 h, más el turno de franco; En relación con la mortalidad en "comparación" con otras obras de la época el promedio fue ínfimo.

El ya fallecido dirigente sindical Antonio Alac (1937-2004) en una entrevista realizada por Néstor Kohan rememoró las duras condiciones de trabajo y vida previos al inicio de las huelgas:

"Las condiciones de trabajo eran pésimas y las de vivienda peor. En ese momento no nos pagaban el 40% del plus salarial por zona alejada, por zona inhóspita. Vos tenías la obligación de trabajar 12 horas por día. La gente vivía en galpones que se estaban construyendo para vivienda. Y había galpones ya construidos donde vivían 80 ó 100 personas. Una cama al lado de la otra, sin tener donde lavarse o bañarse. Los baños estaban haciéndose… No te olvides que nosotros trabajábamos con temperaturas de hasta 15 ó 20 grados bajo cero. No podías tomar vino. Las mujeres no podían venir a visitarte. ¡Una cantidad de prohibiciones que parecían de un campo de concentración!"

El 5 de octubre de 1967, Adolfo Schwindt, que en ese momento era delegado reorganizador de la UOCRA seccional Neuquén puso en conocimiento de la Dirección Provincial de Trabajo que ese día -y los sucesivos 6 y 7- se realizarían elecciones para designar a los miembros de la comisión directiva de la seccional. El mismo Schwindt encabezaba la única lista que se presentaba, en calidad de secretario general, y “ganó” cómodamente la elección. Asumió, una semana después, con un mandato de dos años, vencido el período, no se realizaron nuevas elecciones. Schwindt presentó un “poder general judicial” otorgado a su favor por Rogelio Coria, de la UOCRA nacional. La Dirección de Trabajo provincial sometió la cuestión de si Schwindt podía con su mandato caducadoseguir representando a los albañiles por obra de un poder, el dictamen del doctor Alfredo Roberto Osés fue favorable a Schwindt, quien continuaba así con su mandato hasta la celebración de nuevas elecciones, aunque esta representación fue demasiado anómala como para que pudiera durar sin turbulencias. El 5 de marzo de 1969 una asamblea eligió a los primeros delegados que tuvieron los obreros de El Chocón. Fueron tres y se apellidaban Varela, Inglés y Hugo José Mansilla. Decretaron un paro en defensa de un trabajador despedido y por la jornada de 44 horas semanales. La respuesta de la empresa fue inmediata: fueron despedidos. Su participación en la Gran Huelga continuó desde la ilegalidad. Asistiendo a los obreros de la villa ingresando a través del campo atando pequeños trapos de colores entre los arbustos, en su mayoría espinosos, para encontrar el camino ya que ingresaban por la noche. Lidia Garodnik, su esposa lo llevaba hasta el punto de ingreso al campo en un fiat 600 (con varias paradas dado que estos pequeños motores habitualmente levantaban mucha temperatura). Ella que usaba el pelo muy corto lo acompañaba hasta las barracas de hombres para llevar periódicos y demás necesidades que les manifestaban los trabajadores. La obra era custodiada por guardias policiales armados lo que resultaba en riesgo real y concreto para estos jóvenes luchadores de la causa obrera.
Schwindt (en acuerdo con Coria) arregló nombrar delegados a Raúl Torres y Héctor Covatti. Los trabajadores rehusaron acatar a los impuestos Raúl Torres y Héctor Covatti como sus representantes (ya que éstos eran hombres puestos por Schwindt) y en la noche del 12 de diciembre de 1969, realizaron una asamblea, sin la intervención de la seccional Neuquén del sindicato, en la que resultaron elegidos nuevos delegados: Antonio Alac (32 años), Egdardo Adán Torres (24 años) y Armando Olivares (26 años).

### Primera huelga
La primera huelga se originó cuando tres delegados de la obra, Antonio Alac, Armando Olivares y Edgardo Adán Torres, no fueron reconocidos por la Unión de Obreros de la Construcción de la República Argentina (UOCRA) a pesar de que fueron elegidos por votación en la asamblea de obreros. Además, la empresa constructora, Impregilo-Sollazzo, los despidió y llamó a la policía para su detención.  
Ante esta situación, el 16 de diciembre de 1969, los obreros de la Villa y de la represa pararon sus actividades. Por su parte, los representantes de las empresas argumentaron que los delegados no habían seguido los pasos legales para asumir sus cargos.  
No solo los trabajadores reclamaban la reincorporación de los delegados, sino también mejores condiciones laborales y salariales. Además, los delegados habían denunciado maltratos de obreros por parte de capataces italianos, falta de condiciones de seguridad e higiene (falta de baños y calefacción, hacinamiento, etc.), venta de herramientas a los trabajadores por parte de las empresas, accidentes fatales y negligencia en la asistencia médica a los accidentados.
Aunque esta primera huelga duró cuatro días, tuvo trascendencia nacional, en parte debido a que el proyecto de construcción de la represa El Chocón era utilizado por el gobierno nacional como insignia de la prosperidad, ya que era una obra importante para la red energética de todo el país.                        

Posteriormente, los delegados fueron liberados y se reincorporaron a sus puestos laborales gracias a la intervención del monseñor Jaime de Nevares, obispo de Neuquén. Se postularon de nuevo como candidatos y ganaron la reelección por una amplia mayoría.                        

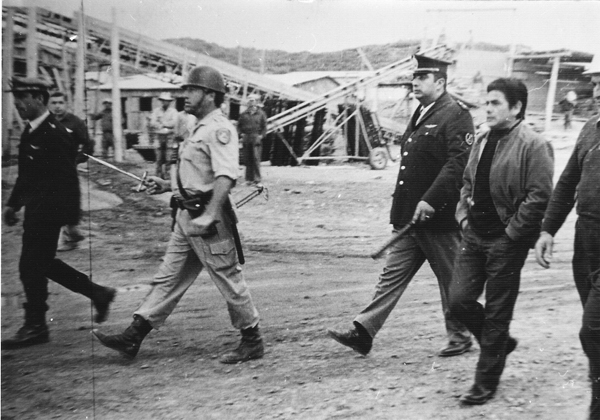
Fuerzas policiales en El Chocón, 1969

### Segunda huelga
Desde diciembre de 1969 hasta mediados de febrero de 1970, la comisión presentó algunas quejas sobre los precios elevados de la mercadería de primera necesidad, las condiciones insalubres del comedor y medidas de seguridad en las obras.
En enero, los delegados asistieron al congreso de sindicatos independientes y antiburocráticos en Córdoba, convocado por Agustín Tosco y Raimundo Ongaro. Dicha reunión fue prohibida por la dictadura, pero igualmente fue celebrada de manera clandestina. Al regresar a Neuquén, fueron expulsados de la UOCRA por el dirigente nacional Rogelio Coria. 
En febrero de 1970 se inicia la segunda etapa de la huelga, que duró 45 días hasta fines de marzo. Nuevamente los obreros paralizaron sus actividades. A los pocos días de iniciada esta segunda etapa de la huelga, la UOCRA la decretó ilegal. Una semana después del inicio de la huelga, Felipe Sapag asumió como gobernador de la provincia. El mandatario se ofreció como mediador en el conflicto, pero fue rechazado por el Ministerio de Trabajo. 
Esta etapa fue la más violenta, debido a que 800 policías fueron enviados a recuperar la central ocupada por los obreros. Los dirigentes fueron trasladados a Buenos Aires en un avión militar y liberados ante la presión popular.
La última asamblea se realizó el 13 de marzo de 1970 para evaluar la propuesta final de la comisión mediadora integrada por representantes de la dictadura. Asistieron, entre otros, el obispo De Nevares y Sapag. Ante esta situación, los obreros aceptaron las propuestas por parte de los empleadores. De esta manera, finaliza la huelga.

## Apoyo popular

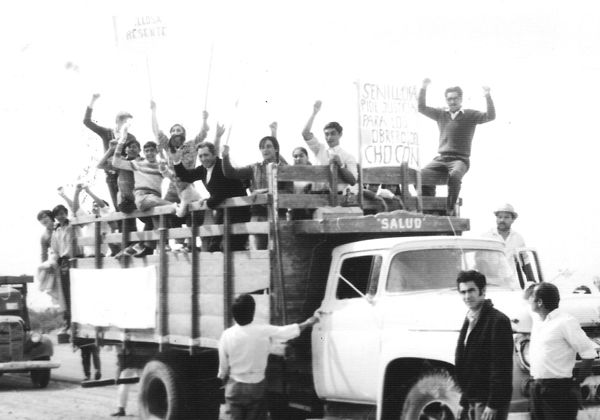
Apoyo general al Choconazo.

Comenzada la huelga, la CGT organizó distintas acciones en la ciudad de Neuquén, capital de la provincia, y otros pueblos cercanos para apoyar la medida de los obreros. Se crearon comités de solidaridad en las que participaban gremios, estudiantes secundarios y universitarios, comisiones barriales y clérigos. Por ejemplo, se pedía colaboración en los comercios, se organizaban colectas de ropa, alimentos, etc., se organizaban jornadas de tejido y costura, ayuda que luego era transportada a la Villa El Chocón.
«La huelga, que fue conocida como el “Choconazo”, contó con el apoyo y participación del movimiento estudiantil de la región, aunque la alianza entre los obreros y los estudiantes universitarios fue poco consistente. Por un lado, debido a la ubicación geográfica donde se desarrolló la huelga –la represa y la villa el Chocón se encuentran entre 80 y 100 km de los centros urbanos más poblados de la Confluencia–, y, por otro lado, porque el movimiento estudiantil del Comahue estaba recién conformándose como un actor social contestatario relevante».

## Importancia del Choconazo
El Choconazo es uno de los grandes movimientos obreros de la historia argentina y cobra mayor importancia aún debido a lo alejado de la región en la que sucedió y a que tuvo lugar en el contexto de un gobierno de facto. Además, demostró la unidad y la solidaridad del movimiento obrero y de toda la sociedad.